# NGC 7220
NGC 7220 је спирална галаксија у сазвежђу Водолија која се налази на NGC листи објеката дубоког неба.
Деклинација објекта је - 22° 57' 11" а ректасцензија 22h 11m 30,9s. Привидна величина (магнитуда) објекта NGC 7220 износи 13,5 а фотографска магнитуда 14,5. NGC 7220 је још познат и под ознакама ESO 532-28, MCG -4-52-20, PGC 68241.